# Antoninho Doutel Sarmento
Antoninho Doutel Sarmento (* 2. Mai 1975 in Leço-Ai, Dai-Sua, Manufahi, Portugiesisch-Timor) ist ein osttimoresischer Politiker. Er ist Mitglied der FRETILIN und Vize-Koordinator der Partei in seiner Heimatgemeinde Manufahi.
Während der indonesischen Besetzung Osttimors (1975–1999) war Sarmento Aktivist der Unabhängigkeitsbewegung.
Sarmento ist Sekretär des Conselho Municipal dos Combatentes Libertação Nacional (CCLN) von Manufahi, Vizepräsident der Asosiasaun Kombatentes no Veteranus Munisipiu Manufahi (ACOVEM), Leiter der katholischen Pfadfinder in Same, Generalmanager des Sentru Foinsa'e Dom Boaventura Manufahi (CEFOBOM) und Koordinator des Netzwerkes „Monitoring der Entwicklung der Gemeinde Maunfahi“ (Rede Monitorização Desenvolvimento do Município de Manufahi).
Bei den Parlamentswahlen 2023 trat Sarmento auf Platz 20 der Wahlliste der FRETILIN an, die Partei gewann aber nur 19 Sitze im Parlament. Da aber drei Abgeordnete der FRETILIN in der ersten Sitzung des 6. Nationalparlament Osttimors auf ihren Abgeordnetensitz verzichteten, rückte Sarmento zur zweiten Parlamentssitzung nach. Im Parlament ist Sarmento Mitglied des Ausschusses für Wirtschaft und Entwicklung (Kommission D).
Sarmento ist Träger des Ordem Nicolau Lobato dritten Grades.